# Soninha Toda Pura
Soninha Toda Pura é um filme brasileiro, do gênero drama, produzido em 1971 e dirigido por Aurélio Teixeira.

## Enredo
Uma jovem ingênua sai do internato e vai viver novamente com os pais, ricos e rodeados de pessoas sem moral.

## Elenco
- Adriana Prieto ...Soninha[1]
- Carlo Mossy ...Betinho[1]
- Elza de Castro ...Nanan[1]
- Zélia Hoffman ...Malena[1]
- Aurélio Teixeira ...Pai de Soninha[1]